# Lista de filmes com temática LGBT de 2005
Esta é uma lista de filmes que contêm personagens e/ou temática lésbica, gay, bissexual, ou transgênera lançados em 2005.
| Título                                                                       | Diretor                                                             | País                             | Gênero                             | Elenco | Anotações |
| ---------------------------------------------------------------------------- | ------------------------------------------------------------------- | -------------------------------- | ---------------------------------- | --- | --- |
| 100% Menneske                                                                | Jan Dalchow, Trond Winterkjær                                       | Noruega                          | Documentário                       | Michael Justiniano, Patrick Markholm, Monica Voilås Myklebust, Martin Osvold                                  | Segue a jornada de transição e aceitação de uma mulher trans |
| Los 2 lados de la cama                                                       | Emilio Martínez Lázaro                                              | Espanha                          | Comédia                            | Ernesto Alterio, Guillermo Toledo, Alberto San Juan, María Esteve                                             | Continuação do filme El otro lado de la cama, de 2002 |
| 20 Centímetros                                                               | Ramón Salazar                                                       | Espanha, França                  | Musical, Comédia                   | Mónica Cervera, Pablo Puyol, Miguel O'Dogherty, Rossy de Palma, Lola Dueñas, Najwa Nimri                      | Sobre um mulher trans narcoléptica que se prostitui para pagar sua cirurgia de redesignação sexual e se livrar do seu 'problema de 20 centímetros' |
| 29th and Gay                                                                 | Carrie Preston                                                      | EUA                              | Comédia                            | James Vasquez, Nicole Marcks, David McBean, Mike Doyle, Annie Hinton, Michael Emerson                         | Um homem tenta conciliar sua identidade latina com sua homossexualidade |
| 3 Needles                                                                    | Thom Fitzgerald                                                     | Canadá                           | Drama                              | Lucy Liu, Chloë Sevigny, Stockard Channing, Shawn Ashmore, Olympia Dukakis, Simone-Elise Girard               | trad. Unidos Pelo Sangue Três histórias conectadas à crise mundial da AIDS |
| 37 og et halvt                                                               | Vibeke Idsøe                                                        | Noruega                          | Comédia, Drama                     | Helén Vikstvedt, Jan Gunnar Røise, Kåre Conradi, Marit Andreassen, Pia Tjelta, Anders Baasmo Christiansen     | Uma mulher de 37 anos percebe que não alcançou nada na vida e se pergunta o que fazer |
| 50 Ways of Saying Fabulous                                                   | Stewart Main                                                        | Nova Zelândia                    | Drama                              | Andrew Patterson, Harriet Beattie, Jay Collins, Georgia McNeil, Michael Dorman, Rima Te Wiata                 | trad. 50 Maneiras de Dizer Fabuloso O filho de um fazendeiro obcecado com o espaço sideral lentamente descobre sua homossexualidade |
| 8mm 2                                                                        | J.S. Cardone                                                        | EUA, Hungria                     | Drama                              | Johnathon Schaech, Lori Heuring, Bruce Davison, Julie Benz, Valentine Pelka, Zita Görög                       | Continuação do filme de 1999 |
| Adam & Steve                                                                 | Craig Chester                                                       | EUA                              | Comédia, Romance                   | Craig Chester, Malcolm Gets, Parker Posey, Chris Kattan, Kristen Schaal, Noah Segan                           | Segue dois casais de Nova Iorque; um heterossexual e outro gay |
| Aftermath                                                                    | Anthony Spadaccini                                                  | EUA                              | Drama                              | Rebecca Lynne, J.P. Clemens, Anthony Spadaccini, Bart Allegretto, Benjamin P. Ablao Jr., James J. Ward        | Sobre HIV, amizade, e traição |
| The Aggressives                                                              | Daniel Peddle                                                       | EUA                              | Documentário                       | Marquise Balenciaga, Kisha Batista                                                                            | Sobre a subcultura butch e suas similaridades à transmasculinidade |
| Ai Li Si De Jing Zi (愛麗絲的鏡子)                                           | Yao Hung-I                                                          | Taiwan                           | Romance, Drama                     | Nikki Hsieh, Jack Kao, Gin Oy, Lu Yi-Ching, Duan Chun-hao                                                     | Uma cantora bipolar tem um relacionamento de longa data com outra mulher |
| Almost Normal                                                                | Marc Moody                                                          | EUA                              | Comédia, Drama                     | J. Andrew Keitch, Tim Hammer, Joan Lauckner, Nils Haaland, Kehry Anson Lane, Joel Egger                       | trad. Quase Normal Um professor gay de 40 anos retorna ao seu corpo adolescente em uma realidade heterofóbica |
| Amnesia: The James Brighton Enigma                                           | Denis Langlois                                                      | Canadá                           | Drama                              | Dusan Dukic, Tyler Hall, Derek Lebrero, Maurizio Terrazzano, Karyne Lemieux, Philippe Provencher              | Uma dramatização da história verídica de James Brighton, um homem gay com amnésia encontrado pelado em Montreal em 1998 |
| Un amour à taire                                                             | Christian Faure                                                     | França                           | Drama                              | Jérémie Renier, Louise Monot, Bruno Todeschini, Nicolas Gob, Charlotte de Turckheim, Michel Jonasz            | trad. Amor em Tempos de Guerras Vagamente baseado no livro Moi, Pierre Seel, déporté homosexuel, de Pierre Seel |
| Andersrum                                                                    | Mark Keller, Heiner Lauterbach                                      | Alemanha                         | Comédia                            | Heiner Lauterbach, Mark Keller, Sandra Speichert, Anja Klawun, Heinz Hoenig, Rolf Zacher                      | Um homem adotado por um casal gay não sabe como dizer aos pais que é hétero |
| Ang pagdadalaga ni Maximo Oliveros                                           | Auraeus Solito                                                      | Filipinas                        | Drama                              | Nathan Lopez, Soliman Cruz, JR Valentin, Neil Ryan Sese, Ping Medina                                          | Maxi, um garoto dos bairros pobres de Manila, vive para cuidar da sua família de vigaristas. Sua vida muda ao conhecer Victor, um policial honesto, que desperta nele o desejo de uma vida diferente, criando um dilema interno. |
| Anlat İstanbul                                                               | Selim Demirdelen, Kudret Sabancı, Ümit Ünal, Yücel Yolcu, Ömür Atay | Turquia                          | Drama, Romance                     | Altan Erkekli, Özgü Namal, Azra Akın, Vahide Perçin, Nejat İşler, Nurgül Yeşilçay                             | Cinco histórias interconectadas na Istambul moderna, baseadas em contos de fada |
| Un año sin amor                                                              | Anahí Berneri                                                       | Argentina                        | Drama                              | Juan Minujín, Mimí Ardú, Carlos Echevarría, Bárbara Lombardo, Javier Van de Couter, Osmar Núñez               | Um escritor gay soropositivo coloca um anúncio em uma revista LGBT e acaba descobrindo a cultura leather de Buenos Aires |
| Así                                                                          | Jesús Mario Lozano                                                  | México                           | Experimental                       | Roberto Garcia Suarez, Oliver Cantu Lozano, Berenice Almaguer, David Gonzalez Zorrilla                        | Todos os dias as 23:32, seguimos por 32 segundos a vida de um jovem bissexual |
| Asylum                                                                       | David Mackenzie                                                     | Reino Unido, Irlanda             | Drama                              | Natasha Richardson, Hugh Bonneville, Ian McKellen, Joss Ackland, Gus Lewis, Wanda Ventham                     | trad. Paixão sem Limites |
| Au delà de la haine                                                          | Olivier Meyrou                                                      | França                           | Documentário                       | | Um casal francês busca justiça depois do assassinato de seu filho gay |
| Aunt Rose                                                                    | James Adam Tucker                                                   | EUA                              | Terror                             | Joshua Nelson, ELizabeth Cook, Velocity Chyaldd, Raine Brown, Kevin T. Collins, Frank Franconeri              | Um trio de assassinos invade a casa de uma família, e descobrem os poderes sobrenaturais da mulher que mora no terceiro andar do lugar |
| Away (A)Wake                                                                 | Morgan Jon Fox                                                      | EUA                              | Drama, Romance                     | Saki Manousakis, Timothy Morton, Mark Pergolizzi, Bill Baker, Doris Barker, Helen Bowman                      | Um adolescente foge de casa depois do diretor de sua escola expor sua homossexualidade |
| Babs Johnson and the Cavalcade of Perversion: An Exploration in Exploitation | Nick Karner                                                         | EUA                              | Documentário                       | Mark Thomas, Shana Williams, Michael Williams, Nick Karner, Erin Van Eck, Randy Light                         | A despedida dos palcos da drag queen Babs Johnson, que é censurada a cinco anos e quase não conseguiu ter esta última performance |
| Back Slash                                                                   | Kevin Campbell                                                      | EUA                              | Terror                             | Gretchen Akers, T. Scott Becker, Michael Bowser, Jonathan Edward Brown, Laura Bruner, Steven J. Burge         | Um assassino persegue duas universitárias escaladas como atrizes em uma produção amadora |
| Backstage                                                                    | Emmanuelle Bercot                                                   | França                           | Musical, Drama                     | Emmanuelle Seigner, Isild Le Besco, Samuel Benchetrit, Noémie Lvovsky                                         | Uma groupie adolescente faz de tudo para se inserir na vida de sua cantora favorita |
| Bad Girls Behind Bars                                                        | Sharon Zurek                                                        | EUA                              | Ação, Comédia, Fantasia            | Pam Grier, Anne Heche, Adele Jergens, Lillian Roth, Ione Skye, Barbara Stanwyck                               | Compilação de segmentos de quatro filmes sobre prisões femininas de quatro décadas diferentes |
| Bam Bam and Celeste                                                          | Lorene Machado                                                      | EUA                              | Comédia                            | Margaret Cho, Wayne Federman, Elaine Hendrix, Butch Klein, Katy Selverstone, John Cho                         | Um homem gay e sua amiga lésbica viajam a Nova Iorque para enfrentar os valentões da época de escola |
| Barrio Cuba                                                                  | Humberto Solás                                                      | Cuba                             | Drama                              | Jorge Perugorria, Isabel Santos, Mario Limonta, Adela Legra, Luisa Maria Jimenez, Rafael Lahera               | Segue as vidas e emoções de três famílias em um bairro de Havana ao longo dos anos |
| Bathhouse                                                                    | Crisaldo Pablo                                                      | Filipinas                        | Romance, Drama                     | Jet Alcantara, Andoy Ranay, Rey Pumaloy, John Lapus, Ray An Dulay                                             | Um jovem conhece outro em uma casa de banhos e daí surge um relacionamento intensi |
| The Baxter                                                                   | Michael Showalter                                                   | EUA                              | Comédia, Romance                   | Michael Showalter, Elizabeth Banks, Michelle Williams, Justin Theroux, Zak Orth, Michael Ian Black            | trad. O Encalhado Segue as reviravoltas da vida de um homem duas semanas antes de seu casamento |
| Be with Me                                                                   | Eric Khoo                                                           | Singapura                        | Drama                              | Ng Sway Ah, Sanwan Bin Rais, Theresa Poh Lin Chan, John Choong, Elizabeth Choy, Leong Kooi Eng                | trad. Fica Comigo Inspirado na vida de Theresa Poh Lin Chan, uma professora surda-cega Primeiro filme de Singapura a explicitamente mostrar um relacionamento lésbico |
| Belcebú, soy tu puta del infierno                                            | Sergio Blasco                                                       | Espanha                          | Terror                             | Oscar Pastor, Mapi Romero, Diego Braguinsky, Ruben Rodriguez, Ramon Blanco Solaz                              | Uma estrela do rock constrói um império do narcotráfico, até que o Diabo o oferece a imortalidade |
| La bestia nel cuore                                                          | Cristina Comencini                                                  | Itália                           | Drama                              | Giovanna Mezzogiorno, Alessio Boni, Stefania Rocca, Angela Finocchiaro, Giuseppe Battiston, Luigi Lo Cascio   | Sabina parece satisfeita com sua vida tem uma boa vida, até começar a ter pesadelos que deixam perturbada. Ao descobrir que estava gravida, Sabina entra em contato com seu irmão, um professor universitário estadunidense. É então que ela busca descobrir o significado de seu sonhos, seu passado e o segredo que está escondido em seu coração.                                                                        |
| The Best of Secter & the Rest of Secter                                      | Joel Secter                                                         | Canadá                           | Documentário                       | Joey Asaro, Beverly Bronson, David Cronenberg, Kee Faun, Joy Fielding, Philip Glass, Malcolm Groome           | Sobre David Secter, primeiro cineasta independente aclamado do Canadá |
| Between Places                                                               | Amir Jaffer                                                         | EUA                              | Drama                              | Isaac Benjamin, Silvia Sweidan, Jakob Bokulich                                                                | Um imigrante egípcio apaixonado tanto por sua colega de trabalho quanto por seu vizinho enfrenta hostilidades após o 11 de setembro |
| Between the Lines - Indiens drittes Geschlecht                               | Thomas Wartmann                                                     | Alemanha                         | Documentário                       | Laxmi Narayan Tripathi, Rhamba, Asha, Anita Khemka                                                            | Segue os esforços da fotógrafa Anita Khemka para documentar a realidade das hijras na Índia |
| Beverly Kills                                                                | Damion Dietz                                                        | EUA                              | Comédia, Romance                   | Gary Kelley, Rick Sparks, Keith Bearden, Jill Kocalis, Mark Simich, Leif Holt                                 | Depois de ser rejeitada por uma produção teatral, uma drag queen decide criar um seita vingativa |
| Bilog                                                                        | Crisaldo Pablo                                                      | Filipinas                        | Drama                              | Archie de Calma, Rudolph Segundo, Xeno Alejandro, Ara Mina, Jan Marini, Reiven Bulado                         | Um homem gay é assaltado e pensa em tudo que poderia ter feito para evitar essa situação |
| Black Sun                                                                    | Gary Tarn                                                           | Reino Unido                      | Documentário                       | Hugues de Montalembert                                                                                        | Sobre o pintor e cineasta Hugues de Montalembert, que foi violentamente atacado e cegado em 1978 |
| Both                                                                         | Lisset Barcellos                                                    | Peru, Canadá                     | Drama                              | Fabrizio Aguilar, Ximena Ameri, Pablo Barcellos, J.D. Brumback, Yvonne Frayssinet, Richard Goodman            | Uma moça bissexual descobre que nasceu intersexo e que seus pais autorizaram uma cirurgia para lhe designar um gênero |
| Bowser Makes a Movie                                                         | Toby Ross                                                           | EUA                              | Comédia, Romance                   | Nick Lewis, Brian Campbell, Bradley Baloff, Mathew Goldman                                                    | Um rapaz larga a faculdade e decide ser diretor de filmes pornô gays |
| Breakfast on Pluto                                                           | Neil Jordan                                                         | Irlanda, Reino Unido             | Comédia, Drama                     | Cillian Murphy, Ruth Negga, Liam Neeson, Stephen Rea, Brendan Gleeson, Gavin Friday                           | Baseado no romance homônimo de Pat McCabe |
| The Brotherhood IV: The Complex                                              | David Decoteau                                                      | Canadá                           | Terror                             | Sebastian Gacki, April Telek, Brody Harms, Graham Kosakoski, Angelique Naude, Chad E. Rook                    | Quarto filme da franquia de terror homoerótico The Brotherhood |
| Brothers of the Head                                                         | Keith Fulton, Louis Pepe                                            | Reino Unido                      | Drama                              | Luke Treadaway, Harry Treadaway, Sean Harris, Edward Hogg, Jonathan Pryce, James Greene                       | Mocumentário onde um empresário musical explora dois gêmeos siameses e os transforma em um espetáculo de rock |
| The Cabin Movie                                                              | Dylan Akio Smith                                                    | Canadá                           | Comédia, Drama                     | Arabella Bushnell, Ben Cotton, Brad Dryborough, Ryan Robbins, Justine Warrington, Erin Wells                  | Três casais alugam um chalé para uma orgia |
| El calentito                                                                 | Chus Gutiérrez                                                      | Espanha                          | Comédia, Drama                     | Verónica Sánchez, Macarena Gómez, Juan Sanz, Ruth Díaz, Nuria González, Estíbaliz Gabilondo                   | Uma garota pacata entra para uma bada punk com duas outras moças |
| Call Me Malcolm                                                              | Joseph Parlagreco                                                   | EUA                              | Documentário                       | Malcolm Himschoot, Matt Kailey, Calpernia Addams, Stephan Thorne, Major Griffin-Gracy                         | Segue um seminarista trans enquanto ele explora o significado da fé, do amor, e da identidade de gênero |
| Capote                                                                       | Bennett Miller                                                      | EUA, Canadá                      | Biográfico, Drama                  | Philip Seymour Hoffman, Catherine Keener, Clifton Collins Jr., Bruce Greenwood, Mark Pellegrino, Amy Ryan     | Sobre o escritor Truman Capote, baseado na biografia escrita por Gerald Clarke |
| Charlie’s Party                                                              | Catherine Cahn                                                      | EUA                              | Comédia                            | Sabrina Lloyd, Mark H. Dold, Eron Otcasek, Ashway Lawver, Alissia Miller, Chris Tardio                        | Um grupo de amigos da época de faculdade se reúnem para um fim de semana de troca de casais |
| Chateau de Roses                                                             | Hideki Yamasaki                                                     | Japão                            | Fantasia, Comédia, Drama           | Bernardo Bernardo, Conor Brady, Alexander Cortes, Richard Cunanan, Naomi Grace, Jake Macapagal                | Château de Roses acompanha a história de uma mulher que, após perder o marido, se isola em uma mansão no campo. Lá, ela vive um romance intenso e angustiante com um jovem misterioso, enquanto lida com o luto e suas próprias emoções conflitantes. O filme explora temas de amor, solidão e desejo. |
| Chicken Tikka Masala                                                         | Harmage Singh Kalirai                                               | Reino Unido                      | Comédia, Romance                   | Chris Bisson, Saeed Jaffrey, Sally Bankes, Peter Ash, Zohra Sehgal, Shobu Kapoor                              | Um homem gay indiano tenta escapar de um casamento arranjado sem revelar sua sexualidade para a família |
| Circunstancias                                                               | Ludwing Amadeus Montoya                                             | EUA                              | Drama                              | Felipe Durand, Eliezer Ortiz, Omar Prince                                                                     | Segue um casal gay latino em Nova Iorque |
| Il colore del silenzio                                                       | Raffaele Piscitelli                                                 | Itália                           | Drama                              | Marina Toppetti, Enzo Giraldo, Gabriele Gale, Irina Dubnik, Elisabetta Tedla, Claudia Piscitelli              | Um dançarino propõe um tema para o novo espetáculo de sua companhia: a perseguição dos homossexuais na Alemanha nazista |
| Colour Me Kubrick                                                            | Brian W. Cook                                                       | Reino Unido, França              | Comédia, Drama                     | John Malkovich, Marisa Berenson, Jim Davidson, Richard E. Grant, Terence Rigby                                | |
| Comme un frère                                                               | Cyril Legann, Bernard Alapetite                                     | França                           | Romance, Drama                     | Benoit Deliere, Johnny Amaro, Thibault Boucaux, Adeline Ishiomin, Amandine Maugy, Michel Derville             | Um rapaz provinciano começa a explorar a vida noturna gay de Paris, mas quando um amigo vem visitar ele terá que enfrentar sentimentos reprimidos |
| Crustacés et coquillages                                                     | Olivier Ducastel, Jacques Martineau                                 | França                           | Comédia                            | Valeria Bruni Tedeschi, Gilbert Melki, Jean-Marc Barr, Jacques Bonnaffé, Romain Torres, Édouard Collin        | trad. Moluscos e Crustáceos |
| C.R.A.Z.Y.                                                                   | Jean-Marc Vallée                                                    | Canadá                           | Comédia, Drama                     | Marc-André Grondin, Michel Côté, Danielle Proulx, Pierre-Luc Brillant                                         | C.R.A.Z.Y. é um drama canadense que acompanha a vida de Zach, um jovem em busca de identidade em meio a uma família conservadora nos anos 1960. À medida que lida com sua sexualidade, conflitos familiares e o amor pela música, Zach enfrenta desafios que o levam a uma jornada de autoconhecimento e aceitação. O filme mistura humor e emoção, explorando temas de amor, família e identidade.                         |
| Daleko ot Sanset Bulvara                                                     | Igor Minaiev                                                        | Rússia                           | Drama                              | Serguei Tsiss, Yuliya Svezhakova, Igor Dmitriyev, Tatyana Samojlova, Boris Nevzorov                           | Um assistente de diretor se casa com uma atriz famosa para esconder sua homossexualidade e evitar chantagem |
| Dead Serious                                                                 | Joe Sullivan                                                        | EUA                              | Terror                             | Felissa Rose, Michael Weingartner, Brian Gianci, Patrick Swearingen, Carson Grant, Tom Cahill                 | Um grupo de terroristas cristãos invadem um bar gay e começam a torturar a clientela, o que desperta a raiva de uma horda de vampiros |
| Deadly Skies                                                                 | Sam Irvin                                                           | EUA                              | Ficção Científica                  | Antonio Sabato Jr., Rae Dawn Chong, Michael Boisvert, Dominic Zamprogna, Michael Moriarty, Rob LaBelle        | Uma cientista pede a ajuda de um ex-militar gay para impedir que um asteroide destrua a terra |
| Dein Herz in meinem Hirn                                                     | Rosa von Praunheim                                                  | Alemanha                         | Drama                              | Martin Molitor, Martin Ontrop                                                                                 | Baseado no caso de 2001 onde um homem colocou um anúncio na internet procurando alguém que o matasse e comesse |
| El desenlace                                                                 | Juan Pinzás                                                         | Espanha                          | Drama                              | José Sancho, Beatriz Rico, Carlos Bardem, Javier Gurruchaga, Miquel Insua, Isabel del Toro                    | Um diretor e um jovem produtor com um passado misterioso decidem adaptar o último romance de um escritor gay de sucesso |
| Destricted                                                                   | Vários                                                              | Reino Unido, EUA                 | Erótico, Drama                     | Jasmine Byrne, Kora Reed, Vincente Pinho Neto, Chris Raines, Manuel Ferrara, Katsumi                          | Um compilado de 7 curtas com o mesmo tema |
| Detik Terakhir                                                               | Nanang Istiabudi                                                    | Indonésia                        | Drama                              | Cornelia Agatha, Sausan Machari, Mike Lucock, Shanty, Ari Sudarsono, Dewi Irawan                              | Uma jovem lésbica viciada em cocaína se apaixona pela ex de seu traficante |
| Do I Look Fat?                                                               | Travis Mathews                                                      | EUA                              | Documentário                       | | Examina a imagem corporal e transtornos alimentares em homens gays |
| The Door                                                                     | Bruce Wood                                                          | EUA                              | Mistério                           | Helene Alter-Dyche, Arlene Cooney, Emily Dugan, Sue Durso, Bill Ferris, Howie Johnson                         | Um realista faz amizade com três sonhadores, o que leva a consequências devastadores |
| Douche froides                                                               | Antony Cordier                                                      | França                           | Drama                              | Johan Libéreau, Salomé Stévenin, Pierre Perrier                                                               | trad. À Flor da Pele ou Duchas Frias Um triângulo amoroso entre um adolescente, sua namorada, e um aluno recém-chegado |
| The D Word                                                                   | Noelle Brower, Maggie Burkle, Cherien Dabis                         | EUA                              | Comédia                            | Emily A. Burton, Sierra Carrere, Andrea Dionne, Marc Forget, Julie Goldman, Marga Gomez                       | Dividido em 3 segmentos, é uma paródia de outras séries lésbicas |
| The Dying Gaul                                                               | Craig Lucas                                                         | EUA                              | Drama                              | Patricia Clarkson, Peter Sarsgaard, Campbell Scott, Elizabeth Marvel, Bill Camp                               | trad. Triângulo Obsceno Um escritor homossexual faz amizade com uma grande estrela de Hollywood e sua esposa |
| The Education Of Shelby Knox                                                 | Marion Lipschutz, Rose Rosenblatt                                   | EUA                              | Documentário                       | Rene Caudillo, Yvonne Caudillo, Shelby Knox, Amanda Noble, Ricky Waite                                        | Segue a transformação de uma adolescente conservadora par uma ativista liberal |
| Eighteen                                                                     | Richard Bell                                                        | Canadá                           | Drama                              | Paul Anthony, Brendan Fletcher, Carly Pope, Mark Hildreth, Alan Cumming, Ian McKellen                         | Ao fazer 18 anos, um jovem recebe uma fita gravada por seu avô, um veterano da Segunda Guerra |
| Ellie Parker                                                                 | Scott Coffey                                                        | EUA                              | Comédia Dramática                  | Naomi Watts, Scott Coffey, Jennifer Syme, Mark Pellegrino, Greg Freitas, Gaye Pope                            | Ellie Parker é um drama sobre uma jovem atriz em Los Angeles que luta para conciliar sua vida profissional e pessoal. Acompanhando seus altos e baixos, o filme explora suas frustrações, sonhos não realizados e a pressão do mercado de trabalho, enquanto Ellie tenta encontrar seu lugar no mundo artístico. Com uma abordagem íntima e crua, o filme retrata a busca por identidade e sucesso em uma cidade impiedosa. |
| Eolgul eopnun geotdul (얼굴없는 것들)                                        | Kim Kyung-mook                                                      | Coreia do Sul                    | Drama                              | Kim Kyung-mook, Jin-Hoo Kim, Jong-Chul Kim                                                                    | Dois atos sexuais gays sadomasoquitas; um simulado, outro real |
| Erik(A) – Der Mann, der Weltmeisterin wurde                                  | Kurt Mayer                                                          | Alemanha                         | Documentário                       | Erik Schinegger, Christa Schinegger, Erika Schinegger Claire Sybrecht, Renate Neubacher                       | Sobre um lutador trans que começou sua transição de gênero aos 20 anos de idade |
| Escape To Canada                                                             | Albert Nerenberg                                                    | Canadá                           | Documentário                       | Pierre Berton, Bono, George W. Bush, Tucker Carlson, Marc Emery, Stephen Harper                               | Sobre americanos que imigram para o Canadá, onde a maconha e o casamento gay é legalizado |
| Espinas                                                                      | Julio Cesar Estrada                                                 | México                           | Drama                              | Ernesto Yanez, Gamboa Bernardo, Cesar Cansdales, Francisco Casasola, Martha Mariana Castro, Mariannela Catano | Uma adolescente foge de seu pai com seu namorado igualmente abusivo, que está sendo procurado pelo amante policial de seu irmão prostituto |
| eXposed: The Making of a Legend                                              | Mr. Pam                                                             | EUA                              | Documentário, Erótico              | Jerry Douglas, Owen Hawk, Marcus Iron, Dean Phoenix, John Rutherford, Zak Spears                              | Segue as filmagens Buckleroos, um filme pornográfico de 4 horas, conhecido como um dos melhores do gênero |
| Factor 8: The Arkansas Prison Blood Scandal                                  | Kelly Duda                                                          | EUA                              | Documentário                       | Edwin Barron Jr., John Byus, Kelly Duda, Hezile Earl, Francis 'Bud' Henderson, Rolf Kaestel                   | Expõe a venda de sangue de prisioneiros do Arkansas HIV positivos para outros países |
| Fag Hags: Women Who Love Gay Men                                             | Justine Pimlott                                                     | EUA                              | Documentário                       | Carole Pope                                                                                                   | Examina três amizades entre uma mulher hétero e um homem gay |
| Falsa culpable                                                               | Carles Vila                                                         | Espanha                          | Drama, Crime                       | Pepa López, Ana Fernández, Emilio Gutiérrez Caba, Pere Ponce, Toni Sevilla, Marta Calvó                       | Uma mulher lésbica não assumida é solta da cadeia para aguardar um novo julgamento, mas ningúem acredita que ela é inocente |
| Falscher Bekenner                                                            | Christoph Hochhäusler                                               | Alemanha                         | Drama                              | Constantin von Jascheroff, Manfred Zapatka, Victoria Trauttmansdorff, Nora von Waldstätten                    | Um adolescente entediado começa a mandar mensagens anônimas para o jornal assumindo a autoria de crimes recentes |
| Une famille pas comme les autres                                             | Édouard Molinaro                                                    | França                           | Drama                              | Line Renaud, Guy Bedos, Jeffrey Barbeau, Jacqueline Bir, Jauris Casanova, Yannick Soulier                     | Um pré-adolescente vive com seu pai por inseminação artificial e o parceiro dele |
| The Family Stone                                                             | Thomas Bezucha                                                      | EUA                              | Comédia                            | Claire Danes, Diane Keaton, Rachel McAdams, Dermot Mulroney, Craig T. Nelson, Sarah Jessica Parker            | |
| FAQs                                                                         | Everett Lewis                                                       | EUA                              | Drama                              | Joe Lia, Allan Louis, Lance Lee Davis, Josh Paul, Minerva Vier                                                | Segue um grupo de jovens queer rejeitados pela sociedade |
| Fathers and Sons                                                             | Rodrigo García, Jared Rappaport                                     | EUA                              | Drama                              | Kathy Baker, Ron Eldard, Gale Harold, John Mahoney, Samantha Mathis, Vinessa Shaw                             | Segue o lanço entre um pai e seu filho ao longo de 30 anos |
| Fighting Tommy Riley                                                         | Eddie O'Flaherty                                                    | EUA                              | Drama                              | J. P. Davis, Eddie Jones, Christina Chambers                                                                  | Um treinador falido conhece um jovem e talentoso boxeador de comportamento destrutivo |
| Filthy Gorgeous: The Trannyshack Story                                       | Sean Mullens                                                        | EUA                              | Documentário                       | Portia 666, Peaches Christ, Glamamore, Heklina, Rusty Hips, Princess Kennedy                                  | Sobre Trannyshack, uma infame boate drag de São Francisco |
| The Fine Art of Love: Mine Ha-Ha                                             | John Irvin                                                          | Reino Unido                      | Suspense, Drama                    | Jacqueline Bisset, Hannah Taylor-Gordon, Natalia Tena, Anna Maguire, Mary Nighy, Anya Lahiri                  | Na Turíngia do começo do século XX, um grupo de jovens cresce em um internato para meninas |
| Fish Can’t Fly                                                               | T. Joe Murray                                                       | EUA                              | Documentário                       | Wayne Besen, Joe Kort, Shawn O'Donnell, Wade Richards, Jallen Rix, Peterson Toscano                           | As histórias de sobreviventes das terapias de conversão e dos movimentos ex-gays |
| Flirting with Anthony                                                        | Christian Calson                                                    | EUA                              | Suspense, Romance                  | Daniel Cartier, Lowe Taylor, Ryan A. Allen, Andrew Sears, Mink Stole, Judy Tenuta                             | Um gangster é raptado e sexualmente abusado por dor dois rivais, mas consegue escapar |
| Floored by Love                                                              | Desiree Lim                                                         | Canadá                           | Romance                            | Shirley Ng, Natalie Sky, Michael Robinson, Trenton Millar, Andrew McIlroy, Vee Dubois                         | Uma mulher tem receio de assumir sua sexualidade aos seus pais chineses, enquanto um adolescente sai do armário e está animado para rever o pai |
| Four Eyed Monsters                                                           | Susan Buice, Arin Crumley                                           | EUA                              | Comédia                            | Susan Buice, Arin Crumley                                                                                     | [ 82 ] |
| Freedom to Marry                                                             | Carmen Goodyear, Laurie York                                        | EUA                              | Documentário                       | Gretchen Bender, Margaret Cho, Wendy Daw, Linton Johnson, Davina Kotulski, Molly McKay                        | Documenta a decisão do prefeito de São Francisco de desobedecer a lei e permitir que casais do mesmo sexo se casem |
| Fremde Haut                                                                  | Angelina Maccarone                                                  | Alemanha, Áustria                | Drama                              | Jasmin Tabatabai, Anneke Kim Sarnau, Navíd Akhavan, Georg Friedrich                                           | trad. Tirando o Véu Uma iraniana é exposta como lésbica e foge para a Alemanha para escapar a pena de morte |
| Frisbee: The Life and Death of a Hippie Preacher                             | David Di Sabatino                                                   | EUA                              | Documentário                       | Lonnie Frisbee, Phil Aguilar, Darrell Ballman, Connie Bremer, Rich Buhler                                     | Sobre Lonnie Frisbee, um ativista hippie que se transformou em um evangelista intinerante após uma viagem de ácido |
| El fuego y el soñador                                                        | Óscar Aizpeolea                                                     | Argentina                        | Drama                              | Fabio Aste, Virginia Lago, Fabiana Garcia Lago, Christian Widakovich, Ingrid Pelicori, Boy Olmi               | [ 86 ] |
| Funny Kinda Guy                                                              | Travis Reeves                                                       | EUA                              | Documentário                       | Simon de Voil, Rowena Aberdeen, Catriona de Voil, Cedric de Voil, Michelle le Masurier                        | Segue a transição de gênero do cantor e liricista Simon de Voil |
| Galazio Forema (Γαλάζιο φόρεμα)                                              | Giannis Diamantopoulos                                              | Grécia                           | Drama                              | Rania Ekonomidou, Yorgos Nanouris, Maria Eglezaki, Elektra Nikolouzou                                         | Uma viúva cria seus 3 filhos sozinha, e não é segredo que ela mostra mais apreço pelo que é aspirante a dançarino |
| Garbo                                                                        | Christopher Bird, Kevin Brownlow                                    | EUA                              | Documentário                       | Julie Christie, Greta Garbo                                                                                   | Sobre Greta Garbo, icônica atriz sueca bissexual |
| Gas                                                                          | Luciano Melchionna                                                  | Itália                           | Drama                              | Lorenzo Balducci, Francesco Venditti, Moran Atias, Loretta Goggi, Paolo Villaggio, Giulia Innocenti           | Sobre um grupo de jovens que sentem presos em uma cidade provinciana |
| The Gay Marriage Thing                                                       | Stephanie Higgins                                                   | EUA                              | Documentário                       | | Segue o debate sobre o casamento entre pessoas do mesmo sexo em Massachusetts |
| Gay Sex in the 70s                                                           | Joseph Lovett                                                       | EUA                              | Documentário                       | Robert Alvarez, Alvin Baltrop, Barton Beneš, Tom Bianchi, Mel Cheren, Arnie Kantrowitz                        | Sobre a cultura sexual gay em Nova Iorque nos anos 70 |
| Gender X                                                                     | Julia Ostertag                                                      | Alemanha                         | Documentário                       | Bianca Fox, Bibbi Nylon, Chantal, Cherry Hollow, Chou Chou de Briquette                                       | Sobre a expressão de gênero em Berlim, um imã para estilos de vida alternativos desde o século XIX |
| George Michael: A Different Story                                            | Southan Morris                                                      | Reino Unido                      | Documentário                       | George Michael, Mariah Carey, Geri Halliwell, Sting, Elton John, Noel Gallagher                               | Sobre a vida e carreira do cantor britânico George Michael |
| Gespenster                                                                   | Christian Petzold                                                   | Alemanha                         | Suspense, Drama                    | Julia Hummer, Sabine Timoteo, Benno Fürmann, Marianne Basler, Aurélien Recoing, Anna Schudt                   | trad. Fantasmas Uma jovem órfã trabalha como jardineira e se apaixona por uma mulher que começa a traí-la |
| Gidyup! On the Rodeo Circuit                                                 | Mitchell Horner                                                     | EUA                              | Documentário                       | | Mostra as vidas de homens e mulheres competindo no Circuito de Rodeio Gay |
| Glorious Mail                                                                | J.D. Evermore                                                       | EUA                              | Documentário                       | Grey Sample, Turner Crumbley, Rebecca Jernigan, Patty Lewis                                                   | Uma cidadezinha no Mississippi fica chocada quando um residente gay usa uma caixa de correio sexualmente explícita |
| God Wears My Underwear                                                       | Leslie Streit                                                       | EUA                              | Drama                              | Joel Bischoff, Frances Bockenfeld, Archie Bryan, Lauren Bryan, Susan Burke                                    | [ 96 ] |
| Go West                                                                      | Ahmed Imamović                                                      | Bósnia e Herzegovina             | Drama, Comédia, Guerra             | Mario Drmać, Tarik Filipović, Rade Šerbedžija, Mirjana Karanović                                              | Sobre um bosníaco e um sérvio tem um relacionamento clandestino no começo da Guerra da Bósnia |
| Gu Lian Hua (孤戀花)                                                         | Jui-Yuan Tsao                                                       | Taiwan                           | Romance, Drama                     | Anita Yuen, Angelica Lee, Shu-shen Hsiao, Jack Kao, Chou Heng-Yin, Tou Chung-Hua                              | Uma mulher se apaixona por duas cantoras; uma em Xangai no final da década de 40, e outra em Taiwan no final da década de 50 |
| Gypo                                                                         | Jan Dunn                                                            | Reino Unido                      | Drama                              | Paul McGann, Pauline McLynn, Chloe Sirene, Tamzin Dunstone, Rula Lenska, Barry Latchford                      | A vida monótona de uma mulher presa em um casamento frio muda quando ela conhece uma jovem romani tcheca |
| Happy Endings                                                                | Don Roos                                                            | EUA                              | Comédia, Drama                     | Lisa Kudrow, Steve Coogan, Tom Arnold, Jason Ritter, Maggie Gyllenhaal, Bobby Cannavale                       | trad. Finais Felizes |
| Hard Lesbian: Quick & Deep (ハードレズビアン クイック＆ディープ)             | Osamu Satô                                                          | Japão                            | Drama, Erótico                     | Kyoko Natsume, Kyôko Hayami, Hitomi Harada, Kikujirô Honda                                                    | Filme rosa onde uma mulher comprometida conhece e se apaixona por uma lésbica |
| Hard Pill                                                                    | John Baumgartner                                                    | EUA                              | Comédia, Drama                     | Jonathan Slavin, Scotch Ellis, Loring Susan, Slome Mike, Begovich Jennifer, Elise Cox                         | Um homem gay solitário decide participar de tratamentos experimentais para se tornar hétero |
| Harsh Beauty                                                                 | Alessandra Zeka                                                     | Índia, EUA                       | Documentário                       | | Segue três hijras que procuram aceitação |
| Hate Crime                                                                   | Tommy Stovall                                                       | EUA                              | Mistério, Drama, Crime             | Seth Peterson, Bruce Davison, Chad Donella, Cindy Pickett, Brian J. Smith, Susan Blakely                      | Um casal gay tem uma vida pacata até que o filho de um pastor fundamentalista se muda para a vizinhança |
| Headspace                                                                    | Andrew van den Houten                                               | EUA                              | Terror                             | William Atherton, Olivia Hussey, Sean Young, Mark Margolis, Udo Kier, Christopher Denham                      | trad. As Faces do Mal O intelecto de um homem começa a crescer rapidamente da noite para o dia |
| Heights                                                                      | Chris Terrio                                                        | EUA                              | Drama                              | Glenn Close, Elizabeth Banks, James Marsden, Jesse Bradford                                                   | |
| The Hidden History of Homosexual Australia                                   | Con Anemogiannis                                                    | Austrália                        | Documentário                       | Simon Burke                                                                                                   | Mostra o impacto da comunidade gay e lésbica na Austrália ao longo da história |
| Hineini: Coming Out in a Jewish High School                                  | Irena Fayngold                                                      | EUA                              | Documentário                       | | Segue a luta de um adolescente para criar um clube de aliança gay-hétero em sua escola judia |
| Homo Father                                                                  | Piotr Matwiejczyk                                                   | Polônia                          | Drama, Romance                     | Dawid Antkowiak, Bodo Kox, Daria Iwan, Goria Kornyluk                                                         | Um casal gay esconde seu relacionamento dos vizinhos e de suas famílias, mas isso pode mudar quando a filha pequena de um deles aparece |
| Homos en Banlieue                                                            | Mario Morelli di Popolo                                             | França                           | Documentário                       | | Também conhecido por Banlieue Gay Analisa as vidas diárias de jovens gays urbanos |
| Horst Buchholz… mein Papa                                                    | Christopher Buchholz, Sandra Hacker                                 | Alemanha                         | Documentário                       | Horst Buchholz, Christopher Buchholz, Myriam Bru, Beatrice Buchholz, Heidi Dietrich                           | Sobre o ator alemão bissexual Horst Buchholz, dirigido por seus filhos |
| Hot Milk                                                                     | Ricardo Bofill Maggiora                                             | Espanha                          | Comédia                            | Ana Turpin, Enrique San Francisco, Sergio Pazos, Laura Dominguez, Vanessa Otero                               | Uma moça que sonha em ser uma go-go dancer passa um louco fim de semana em Ibiza |
| Hotel Gondolín                                                               | Fernando López Escriva                                              | Argentina                        | Documentário                       | | Sobre um hotel em Buenos Aires habitado por mais de 30 prostitutas trans |
| I Was a Teenage Feminist                                                     | Therese Shechter                                                    | EUA                              | Documentário                       | | Armada somente com uma câmera, a diretora procura a presente definição do feminismo |
| Ichigo no kakera (苺の破片 イチゴノカケラ)                                   | Shun Nakahara, Tsutomu Takahashi                                    | Japão                            | Drama                              | Maki Carrousel, Renji Ishibashi, Aki Kajiwara, Yoshino Kimura, Mantaro Koichi, Masahiro Komoto                | Sobre uma mangaká sem inspiração que vai a um bar de travestis para desestressar |
| İki Genç Kız                                                                 | Kutluğ Ataman                                                       | Turquia                          | Drama                              | Feride Çetin, Vildan Atasever, Hülya Avşar                                                                    | Duas adolescentes de origens diferentes formam uma amizade com implicações sexuais |
| Imagine Me & You                                                             | Ol Parker                                                           | Reino Unido, Alemanha            | Comédia, Drama                     | Piper Perabo, Lena Headey, Matthew Goode, Celia Imrie, Anthony Head, Darren Boyd                              | |
| Inlaws & Outlaws                                                             | Drew Emery                                                          | EUA                              | Documentário                       | Felicia Loud                                                                                                  | Mistura as histórias reais de casais e solteiros, gays e héteros, para mostrar o que todos tem em comum: o amor |
| Innocent                                                                     | Simon Chung                                                         | Canadá, Hong Kong                | Drama, Romance                     | Po Chan, Timothy Lee, Larry Peloso, David Yee, David Song, Wei Liu                                            | Segue um adolescente gay de Hong Kong que imigra para o Canadá com seus pais e encontra vários potenciais interesses românticos |
| Instant Dads                                                                 | Derek Maki                                                          | EUA                              | Drama                              | Steve Hasley, Dominic Janes, Nina Kaczorowski, Derek Maki                                                     | Um homem e seu parceiro adotam o filho que ele não sabia que tinha quando a mãe do garoto diz ter câncer terminal |
| Jacqueline Hyde                                                              | Rolfe Kanefsky                                                      | EUA                              | Ficção Científica, Terror, Comédia | Gabriella Hall, Blythe Metz, Rebekah Ellis, James Ferris, Delpaneaux Wills, Eva Derrek                        | Uma jovem tímida herda uma casa e encontra nela uma fórmula secreta que a permite ter o corpo que quiser |
| Jerry Springer: The Opera                                                    | Peter Orton                                                         | Reino Unido                      | Musical, Comédia                   | David Soul, David Bedella, Leon Craig, Carrie Ellis, Alison Jiear, Christopher Key                            | Um dia caótico na vida de Jerry Springer, apresentador de TV britânico |
| Journeyman                                                                   | Daniel Lee                                                          | EUA                              | Drama                              | Reggie Bannister, Joan Blackburn, Morgan Boepple, Joel Bryant, Anna Campbell, Kevin Ferguson                  | Depois do 11 de setembro, uma jovem sai em uma jornada pelos EUA à procura do pai que a abandonou quando ela era menor |
| The Joy of Life                                                              | Jenni Olson                                                         | EUA                              | Documentário                       | Harriet Dodge, Lawrence Ferlinghetti                                                                          | Sobre uma lésbica butch se auto-descobrindo e procurando amor em São Francisco |
| Karov La Bayit                                                               | Vardit Bilu, Dalia Hager                                            | Israel                           | Drama                              | Smadar Sayar, Naama Schendar, Katia Zinbris, Ami Weinberg                                                     | Duas recrutas do exército israelense patrulham as ruas de Jerusalém |
| Katzenball                                                                   | Veronika Minder                                                     | Suíça                            | Documentário                       | Johanna Berends, Liva Tresch, Ursula Rodel, Heidi Oberli, Samira Zingaro                                      | Segue as vidas de cinco lésbicas suíças de gerações diferentes |
| Keller - Teenage Wasteland                                                   | Eva Urthaler                                                        | Alemanha, Austrália, Itália      | Drama                              | Elisabetta Rocchetti, Ludwig Trepte, Sergej Moya, Georg Friedrich, Birgit Doll, Ana Stefanovic                | Dois amigos que estudam em uma escola privada raptam uma jovem |
| Kenia y su familia                                                           | Lorenzo Soler                                                       | Espanha                          | Documentário                       | Júlia Escañuela, Aída Piñol, Francesc Pla                                                                     | Segue as vidas de um casal lésbico e sua filha, do nascimento dela até os 3 anos de idade |
| Kicking & Screaming                                                          | Jesse Dylan                                                         | EUA                              | Comédia                            | Will Ferrell, Robert Duvall, Kate Walsh, Musetta Vander, Josh Hutcherson, Steven Anthony Lawrence             | |
| Kiki and Herb Reloaded                                                       | Michaline Babich, Chris Gallagher, Matt Gallagher                   | EUA                              | Comédia                            | Debbie Harry, Patricia Field, Mx Justin, Vivian Bond, Kenny Mellman, Jake Shears                              | Uma dupla de drag queens famosas mostram seu passado, presente, e futuro, enquanto fazem um tour pelo Reino Unido |
| Killer Bash                                                                  | David Decoteau                                                      | EUA                              | Terror                             | Raquel Riskin, Cory Monteith, Tara Wilson, Lindsay Maxwell, Lisa Marie Caruk, Sebastian Gacki                 | |
| Kinky Boots                                                                  | Julian Jarrold                                                      | Reino Unido, EUA                 | Comédia, Drama                     | Joel Edgerton, Chiwetel Ejiofor, Sarah-Jane Potts, Jemima Rooper, Nick Frost, Robert Pugh                     | trad. Kinky Boots - Fábrica de Sonhos Baseado no musical homônimo O jovem dono de uma fábrica de sapatos faz amizade com uma drag queen |
| Kiss Kiss Bang Bang                                                          | Shane Black                                                         | EUA                              | Comédia                            | Robert Downey Jr., Val Kilmer, Michelle Monaghan, Dash Mihok, Larry Miller, Rockmond Dunbar                   | |
| Kochankowie z Marony                                                         | Izabella Cywinska                                                   | Polônia                          | Drama                              | Karolina Gruszka, Lukasz Simlat, Krzysztof Zawadzki, Danuta Stenka, Janusz Michalowski, Ewa Kasprzyk          | Um triângulo amoroso em uma cidade pequena onde uma professora divide o amor de um homem tuberculoso com o amigo dele |
| The Lady in Question Is Charles Busch                                        | John Catania, Charles D. Ignacio                                    | EUA                              | Documentário, Drama, Biográfico    | Charles Busch, Eric Myers, Elizabeth Busch-LeNe, Margaret Busch, Carl Andress, Julie Halston                  | Docudrama sobre Charles Busch, ator, escritor, e estrela drag americana |
| Last Days                                                                    | Gus Van Sant                                                        | EUA                              | Biográfico, Drama, Musical         | Michael Pitt, Lukas Haas, Asia Argento, Scott Patrick Green                                                   | Sobre os últimos dias de Kurt Cobain |
| Latino Beginnings                                                            | Norm Green                                                          | EUA                              | Documentário                       | Marisol | Mostra a comunidade LGBT latina nos EUA, seguindo três jovens indivíduos |
| The League of Gentlemen’s Apocalypse                                         | Steve Bendelack                                                     | Reino Unido                      | Comédia, Fantasia                  | Steve Pemberton, Reece Shearsmith, Bruno Langley, Mark Gatiss, Simon Pegg                                     | Habitantes de um mundo fictício devem ir ao mundo real para impedir o apocalipse em seu universo |
| Left Lane: On the Road with Folk Poet Alix Olson                             | Samantha Farinella                                                  | EUA                              | Documentário                       | Samantha Farinella, Pamela Means, Lyndell Montgomery, Alix Olson, Chris Pureka                                | Segue a vida itinerária da poeta e ativista queer Alix Olson |
| Die Leibwächterin                                                            | Markus Imboden                                                      | Alemanha                         | Crime, Drama, Romance              | Ulrike Folkerts, Barbara Rudnik, Peter Kremer, Helmut Berger, Hannes Hellmann, Matthias Brandt                | Uma guarda-costas que é mãe solteira tem que protejer uma política que está investigando a indústria do tabaco |
| The Liberace of Baghdad                                                      | Sean McAllister                                                     | Reino Unido                      | Documentário                       | Samir Peter, Sean McAllister                                                                                  | Sobre Samir Peter, o mais famoso pianista iraquiano, que tenta sobreviver em um país pós-guerra |
| The Life and Times of Frida Kahlo                                            | Amy Stechler                                                        | EUA                              | Documentário, Drama                | Rita Moreno, Lila Downs, Leon Trotsky                                                                         | trad. Vida e Obra de Frida Kahlo Docudrama sobre a celebrada artista bissexual mexicana Frida Kahlo |
| Little Fish                                                                  | Rowan Woods                                                         | Austrália                        | Drama                              | Cate Blanchett, Sam Neill, Hugo Weaving, Martin Henderson                                                     | |
| Little Man                                                                   | Nicole Conn                                                         | EUA                              | Documentário                       | Nicholas James Baba-Conn, Lily Chow, Michele Hakakha, Nicole Conn                                             | Sobre um casal lésbico lidando com o estresse de ter um bebê prematuro |
| Loggerheads                                                                  | Tim Kirkman                                                         | EUA                              | Drama                              | Kip Pardue, Michael Kelly, Tess Harper, Bonnie Hunt, Chris Sarandon, Michael Learned                          | [ 138 ] |
| Lovestruck                                                                   | Louie Ignacio                                                       | Filipinas                        | Comédia                            | Jolina Magdangal, Jennylyn Mercado, Mark Herras, Mike Tan, Ryza Cenon, Rainier Castillo                       | Um romântica desesperada consulta um guru em sua busca pelo amor verdadeiro |
| Macho im Schleudergang                                                       | Edzard Onneken                                                      | Alemanha                         | Comédia                            | Jan Sosniok, Doreen Jacobi, Steffen Münster, Martin Brambach, Robert Lohr, Robert Jarczyk                     | Um homem finge ser gay para conseguir um emprego em uma revista feminina |
| Mad Hot Ballroom                                                             | Marilyn Agrelo                                                      | EUA                              | Documentário                       | Heather Berman, Emma Therese Biegacki, Paul Daggett, Graciela Daniele, Pierre Dulaine                         | trad. Vamos Todos Dançar Segue pequenos dançarinos de salão que se preparam para uma competição |
| Made in Secret: The Story of the East Van Porn Collective                    | One Tiny Whale                                                      | Canadá                           | Drama                              | Hugh Jorgen, Muffy LaRue, Nerdgirl, J.D. Superstar, Mr. Pants, Monster, Professor University                  | Sobre o que é possivelmente o único coletivo pornográfico anarco-feminista underground do mundo |
| Malas temporadas                                                             | Manuel Martín Cuenca                                                | Espanha                          | Drama                              | Javier Cámara, Nathalie Poza, Eman Xor Oña, Leonor Watling, Gonzalo Pedrosa, Yolanda Serrano                  | [ 143 ] |
| Man patik, ka meitene skumst                                                 | Arvīds Krievs                                                       | Letônia                          | Drama                              | Inga Alsina, Steina Anna, Martins Freimanis, Girts Krumins, Martins Lacis, Kristine Nevarauska                | Um fotógrafo maníaco, uma jovem poeta, um arquiteto viciado em jogos de azar, seu irmão militar, um bissexual frio, e uma empresária sexy |
| Männer, Helden, schwule Nazis                                                | Rosa von Praunheim                                                  | Alemanha                         | Documentário                       | Rainer Fromm, Winfried Bonengel, Michael Kühnen, Bernd-Ulrich Hergemöller, Jörg Fischer, Bela Ewald Althans   | Examina homens gay que apoiam causas de extrema direita |
| Mano Po 4: Ako Legal Wife                                                    | Joel Lamangan                                                       | Filipinas                        | Comédia                            | Zsa Zsa Padilla, Cherry Pie Picache, Rufa Mae Quinto, Jay Manalo, John Prats, JC de Vera                      | Uma mulher descobre que seu marido está tendo um caso com duas outras mulheres e que seu filho pode ser gay |
| A Marca do Terrir                                                            | Ivan Cardoso                                                        | Brasil                           | Experimental                       | Gal Costa, Ricardo Horta, Helena Lustosa, José Mojica Marins, Scarlet Moon, Neville D'Almeida                 | Uma compilação dos primeiros filmes de Cardoso |
| Masahista                                                                    | Brillante Mendoza                                                   | Filipinas                        | Drama                              | Coco Martin, Jaclyn Jose, Allan Paule, Katherine Luna, R.U. Miranda, Aaron Rivera                             | trad. O Massagista Sobre um jovem massagista de clientela gay em Manila |
| Ma saison super 8                                                            | Alessandro Avellis                                                  | França                           | Drama                              | Axel Philippon, Célia Pilastre, Roman Girelli, Magali Domec, Antoine Mory, Nicolas Quilliard                  | Inspirado pela história da FHAR, ou Fronte Homossexual para a Ação Revolucianária, um movimento parisiense fundado em 1971 |
| The Matador                                                                  | Richard Shepard                                                     | Irlanda, Alemanha, EUA           | Ação, Comédia                      | Pierce Brosnan, Greg Kinnear, Hope Davis, Portia Dawson, Adam Scott, Israel Tellez                            | Um vendedor itinerante conhece um assassino de aluguel em um bar |
| Mater Natura                                                                 | Massimo Andrei                                                      | Itália                           | Comédia                            | Maria Pia Calzone, Valerio Foglia Manzillo, Franco Javarone Vladimir Luxuria, Walter Lippa, Luca Ward         | Sobre uma mulher trans napolitana e seu grupo de amigas |
| Matrimonium                                                                  | Michael D. Akers                                                    | EUA                              | Comédia                            | Rick Federman, Sandon Berg, Dotty Carey, Courtney Donnelly, Mandy Kaplan, Joel Bryant                         | Mocumentário onde um homem hétero finge que vai se casar com um homem gay para ganhar o dinheiro de um reality show |
| Mayonaka No Yaji-San Kita-San (真夜中の弥次さん喜多さん)                     | Kankuro Kudo                                                        | Japão                            | Fantasia, Comédia                  | Tomoya Nagase, Shichinosuke Nakamura, Sadao Abe, Yoshiyoshi Arakawa, Arata Iura, Kumiko Aso                   | No período Edo, dois samurais apaixonados viajam até um santuário |
| Mei li jiu ba (美麗酒吧)                                                     | Gregory Hatanaka, Gary Wing-Lun Mak                                 | Hong Kong                        | Ação, Drama                        | Julian Cheung, Ricky Fan, Ka Tung Lam, Nahatai Lekbumrung, Pawalit Mongkolpisit, Zhao Wen Qi                  | Também conhecido como Bar Paradise |
| Mentiras                                                                     | Miguel Perelló                                                      | Espanha                          | Drama                              | Imanol Arias, Eva de Luis, Esther Arroyo, Juli Mira, Ximo Solano, Francesc Orella                             | [ 155 ] |
| Mezon do Himiko (メゾン ド ヒミコ)                                           | Isshin Inudo                                                        | Japão                            | Drama                              | Jō Odagiri, Ko Shibasaki, Min Tanaka, Hidetoshi Nishijima, Torauemon Utazawa, Kira Aoyama                     | Anos após seu pai abandonar sua família, uma mulher é visitada pelo amante dele |
| Mga Pusang Gala                                                              | Ellen Ongkeko-Marfil                                                | Filipinas                        | Fantasia, Comédia, Romance         | Ricky Davao, Irma Adlawan, Lauren Novero, Alcris Galura, Reggie Curley                                        | Um escritor gay tem um hábito de abrigar gatos de rua e pessoas abandonadas |
| Middle Sexes: Redefining He and She                                          | Antony Thomas                                                       | Reino Unido, EUA                 | Documentário                       | Calpernia Addams, Milton Diamond, Anne Fausto-Sterling, Louis Gooren, Andrea James                            | Examina a diversidade sexual e de gênero da humanidade |
| Midnight Movies: From the Margin to the Mainstream                           | Stuart Samuels                                                      | Canadá, EUA                      | Documentário                       | John Waters, Ben Barenholtz, Alejandro Jodorowsky, Alan Douglas, J. Hoberman, Robert Shaye                    | |
| Miss Lady Boy (ผมสมชายนะยะ)                                                  | Voy Meechote                                                        | Tailândia                        | Comédia, Drama                     | Passakorn Pamornbutr                                                                                          | Depois de ser expulsa de casa, uma kathoey decide trabalhar em um cabaré |
| Monster-in-Law                                                               | Robert Luketic                                                      | EUA, Alemanha                    | Comédia, Romance                   | Jennifer Lopez, Jane Fonda, Michael Vartan, Wanda Sykes, Monet Mazur, Elaine Stritch                          | |
| The Mostly Unfabulous Social Life of Ethan Green                             | George Bamber                                                       | EUA                              | Comédia                            | Daniel Letterle, Meredith Baxter, David Monahan, Dean Shelton, Diego Serrano, Richard Riehle                  | trad. A Mais Fabulosa Vida Social de Ethan Green Um jovem gay tenta conciliar sua carreira com sua busca pelo amor |
| La mujer de mi hermano                                                       | Ricardo de Montreuil                                                | Argentina, México, Peru, EUA     | Drama                              | Bárbara Mori, Christian Meier, Manolo Cardona, Gaby Espino, Bruno Bichir, Angélica Aragón                     | |
| Muxes: Auténticas, intrépidas y buscadoras del peligro                       | Alejandra Islas                                                     | México                           | Documentário                       | Clara Chagorua, Victor Chirinos, Alicia de Sales, Judith Lopez Zaire                                          | Mostra a vida de um grupo de homossexuais de Juchitán, Oaxaca, povoado conhecido por sua concentração LGBT |
| My Big Fat Independent Movie                                                 | Philip Zlotorynski                                                  | EUA                              | Comédia                            | Paget Brewster, Neil Barton, Eric Hoffman, Darren Keefe, Ashley Head, Brian Krow                              | Uma paródia de filmes idependentes do começo da década |
| My Brother… Nikhil                                                           | Onir                                                                | Índia                            | Drama                              | Sanjay Suri, Juhi Chawla, Victor Banerjee, Lillete Dubey, Purab Kohli, Dipannita Sharma, Shayan Munshi        | Baseado na vida de Dominic d'Souza, um ativista contra a AIDS |
| My Brother’s War                                                             | Whitney Hamilton                                                    | EUA                              | Histórico, Drama, Romance          | Whitney Hamilton, Dana Bennison, Rebecca Damon, Patrick Melville, Thom Milano, Rick Lewis                     | Uma mulher se disfarça de homem e toma o lugar de seu irmão no exército confederado, onde conhece uma jovem viúva |
| Naboer                                                                       | Pål Sletaune                                                        | Suécia                           | Suspense                           | Kristoffer Joner, Cecilie A. Mosli, Julia Schacht, Michael Nyqvist, Anna Bache-Wiig, Magne Kipperrud          | Depois de ser largado pela namorada, um homem acaba se aproximando de suas vizinhas misteriosas |
| Navarasa                                                                     | Santosh Sivan                                                       | Índia                            | Drama                              | P. Shwetha, Kushboo, Bobby Darling, Ejji K. Umamahesh                                                         | Uma garota descobre que seu tio é uma hijra, e vai à procura dela quando esta desaparece |
| Never Been Thawed                                                            | Sean Anders                                                         | EUA                              | Comédia                            | Greg Behrendt, Kent Voss, Sean Anders, Mike Gordon, Andrea Anders, Shelly Frasier                             | Mocumentário que segue uma banda cristã que coleciona comida congelada |
| Night Fangs                                                                  | Ricardo Islas                                                       | EUA                              | Terror                             | Cyn Dulay, Ricardo Islas, Ruby Gonzalez, Mark Peplow, Chris Margetis, Yvonne Nieves                           | Duas professoras de arte lésbicas procuram a chave para a imortalidade e encontram o diário de Elizabeth Bathory |
| Night Scene                                                                  | Zi'en Cui                                                           | China                            | Documentário, Drama                | | Docudrama que mostra a vida de prostitutos em Pequim |
| Not Quite Right                                                              | Philip Schaff                                                       | EUA                              | Comédia                            | Corey Schaffer, Philip Schaff, Craig Hennon, Stephen Bowman                                                   | Quatro irmãos mal-ajustados tem sua mesada cortada pelo pai e tem que aprender a se virar na sociedade |
| Nuovi comizi d'amore                                                         | Marcello Mencarini, Barbara Seghezzi                                | Itália                           | Documentário                       | | Sexo, amor, e erotismo de acordo com o povo italiano |
| October Moon                                                                 | Jason Paul Collum                                                   | EUA                              | Terror                             | Judith O'Dea, Brinke Stevens, Sean Michael Lambrecht, Jeff Dylan Graham, Jerod Howard                         | Um homem aparentemente hétero é rejeitado por sua família, noiva, e amigos quando percebe que se apaixonou por outro |
| Odete                                                                        | João Pedro Rodrigues                                                | Portugal                         | Drama                              | João Carreira, Ana Cristina de Oliveira, Nuno Gil, Teresa Madruga                                             | |
| Open Cam                                                                     | Robert Gaston                                                       | EUA                              | Suspense, Comédia                  | Andreau Thomas, Amir Darvish, Ben Green, J. Matthew Miller, Christian Jones                                   | Um assassino em série gay usa a internet para perseguir suas vítimas |
| Original Pride: The Satyrs Motorcycle Club                                   | Scott Bloom                                                         | EUA                              | Documentário                       | | Sobre o clube de motoqueiros gay mais antigo do mundo, formado em 1954 |
| Oublier Cheyenne                                                             | Valérie Minetto                                                     | França                           | Comédia, Drama                     | Mila Dekker, Aurélia Petit, Malik Zidi, Luc Leclerc du Sablon, Christine Dory, Guilaine Londez                | Querendo escapar da sociedade, uma jornalista se muda para o meio do nada, mas acaba tendo que deixar sua namorada para trás |
| P                                                                            | Paul Spurrier                                                       | Tailândia                        | Terror                             | Suangporn Jaturaphut, Shaun Delaney, John Kathrein, Chartchai Kongsiri, Opal, Pisamai Pakdeevijit             | Um jovem órfã que aprende mágica com sua avó deve ir a cidade à procura de dinheiro quando esta fica doente |
| Parę osób, mały czas                                                         | Andrzej Barański                                                    | Polônia                          | Biográfico, Drama, Romance         | Krystyna Janda, Andrzej Hudziak                                                                               | A inesperada amizade entre uma mulher cega e um poeta aclamado muda a vida dos dois |
| Partner(s)                                                                   | Dave Diamond                                                        | EUA                              | Comédia                            | Jay Harrington, Julie Bowen, Brooke Langton, Tom Parker, Michael Ian Black, Saul Rubinek                      | Um advogado ambicioso finge ser gay para ser promovido |
| Pasos                                                                        | Federico Luppi                                                      | Espanha                          | Drama                              | Ana Fernández, Alberto Jiménez, Susana Hornos, Eva Cobo, Ginés García Millán, Fabián Vena                     | Três jovens casais celebram o fracasso do golpe militar de 1981 |
| Pee Stains and Other Disasters                                               | Jon Carnoy                                                          | EUA                              | Comédia                            | Michael Soll, Steele Justiss, Donald Ogden, Wessley-Anne Swift, Keoni Kai Lucas, P.J. Soles                   | A amizade entre dois adolescentes é testada durante as férias de verão |
| Per Rectum                                                                   | Pyotr Fedotov                                                       | Rússia                           | Drama                              | Aleksandr Turkunov, Vadim Maevsky, Andrey Kolganov, Nikolay Machulsky, Vladimir Prokoshin                     | Um jovem decide deixar de ser gay e pede a ajuda de seu ex-namorado |
| A Perfect Fit                                                                | Ron Farrar Brown                                                    | EUA                              | Crime, Romance, Drama              | Adrian Grenier, Polly Draper, Leila Arcieri, Michele Santopietro, Victoria Rowell, Peter Vack                 | [ 182 ] |
| La persona de Leo N.                                                         | Alberto Vendemmiati                                                 | Itália                           | Documentário                       | Nicola de Leo                                                                                                 | Uma mulher trans de meia-idade se prepara para fazer sua cirurgia de redesignação sexual |
| The Picture of Dorian Gray                                                   | Dave Rosenbaum                                                      | EUA                              | Terror, Drama                      | Josh Duhamel, Branden Waugh, Rainer Judd, Darby Stanchfield, Brian Durkin, Julie Amos                         | Baseado no romance homônimo de Oscar Wilde |
| Les poupées russes                                                           | Cédric Klapisch                                                     | França, Reino Unido              | Comédia, Drama, Romance            | Romain Duris, Audrey Tautou, Cécile de France, Kelly Reilly, Kevin Bishop, Lucy Gordon                        | |
| The Power of Harmony                                                         | Ginny Martin                                                        | EUA                              | Documentário                       | Jason Munoz                                                                                                   | Um olhar sob assuntos relacionados à comunidade LGBT através das experiências de um coral gay |
| Pretty Persuasion                                                            | Marcos Siega                                                        | EUA                              | Comédia, Drama                     | Evan Rachel Wood, James Woods, Ron Livingston, Elisabeth Harnois                                              | |
| Private Moments                                                              | Jag Mundhra                                                         | Reino Unido                      | Drama, Romance                     | Judi Shekoni, Catalina Guirado, Natasja Vermeer, Aruna Shields, Luke Goss, Sebastian Street                   | trad. Contos Eróticos Um grupo de amigas jogam verdade ou consequência no aniversário de uma delas |
| Os Produtores                                                                | Susan Stroman                                                       | EUA                              | Musical, Comédia                   | Nathan Lane, Matthew Broderick, Uma Thurman, Will Ferrell                                                     | Refilmagem do filme de 1968 |
| Pursuit of Equality                                                          | Geoff Callan, Mike Shaw                                             | EUA                              | Documentário                       | Gavin Newsom, George W. Bush, Rosie O'Donnell, Kelli O'Donnell, Al Sharpton, Arnold Schwarzenegger            | Segue os quinze meses após o prefeito de São Francisco, Gavin Newsom, permitir que casais do mesmo sexo se casassem na prefeitura |
| Pursuit of Happyness                                                         | Patrick McGuinn                                                     | EUA                              | Documentário                       | Frank Navin, John Navin, Cynthia Plaster Caster, Lawrence Steele, Fabio Zambernardi                           | Uma dupla de irmãos gays músicos fazem um tour pela Itália |
| Puto                                                                         | Pablo Oliveiro                                                      | Argentina                        | Fantasia, Romance                  | Cesar Casalone, Michael Huberk, Drian Höis, Miguel Mateos, Adrián Galo Ontivero, Constanza Raffaeta           | Um jovem casal gay recebe a visita de um feiticeiro que tenta separá-los |
| Quand je serai star                                                          | Patrick Mimouni                                                     | Bélgica                          | Comédia                            | Arielle Dombasle, Yvan Fahl, Éva Ionesco, Pierre-Loup Rajot                                                   | Uma atriz glamorosa tem dificuldade em aceitar que seu filho gay quer ter uma vida menos chamativa |
| Quatro Irmãos                                                                | John Singleton                                                      | EUA                              | Ação, Suspense, Drama              | Mark Wahlberg, Tyrese Gibson, André Benjamin, Garrett Hedlund                                                 | Quatro irmãos adotivos; 2 negros, 2 brancos, e um deles gay; vingam a morte de sua mãe |
| Race You to the Bottom                                                       | Russell Brown                                                       | EUA                              | Drama, Romance                     | Cole Williams, Amber Benson, Justin Hartley, Jer Adrianne Lelliott, Justin Zachary, Adam Del Rio              | Um escritor bissexual examina os sentimentos complexos que sente por sua amiga enquanto os dois viajam pela Califórnia |
| Rainbow boy... Rung tua thii paet khawng khwaam rak                          | Thanyatorn Siwanukrow                                               | Tailândia                        | Comédia, Romance, Drama            | Jackie Angelescu, Palat Ananwattanasiri, Pimpong Isarasena na Ayudhya, Wijitra Wijiwonnagorn                  | Um adolescente é apaixonado por seu melhor amigo, que por sua vez é apaixonado pelo melhor esportista da escola |
| Rainbow’s End                                                                | Jochen Hick, Christian Jentzsch                                     | Alemanha                         | Documentário                       | Tanja Barkhuis, Stephen Barris, Christian Bau, Jeremy Hooke, Brett Lock, Ida Lukawska                         | Sobre o futuro da militância LGBT na Europa |
| The Reception                                                                | John G. Young                                                       | EUA                              | Drama, Comédia                     | Maggie Burkwit, Chris Burmester, Darien Sills-Evans, Wayne Lamont Sims, Pamela Stewart                        | trad. A Recepção Segue o relacionamento complexo entre uma mulher francesa rica e seu amigo gay afro-americano quando a filha afastada da primeira os visita |
| Red Doors                                                                    | Georgia Lee                                                         | EUA                              | Comédia, Drama                     | Elaine Kao, Jacqueline Kim, Kathy Shao-Lin Lee, Tzi Ma, Freda Foh Shen, Sebastian Stan                        | Segue as vidas de uma família sino-americana disfuncional |
| Regarding Billy                                                              | Jeff London                                                         | EUA                              | Drama, Romance                     | Ronnie Kerr, Jack Sway, Jason Van Eman                                                                        | Após a morte de seus pais, um homem volta para casa para cuidar de seu irmão mais novo e reencontra uma velha paixão |
| Reinas                                                                       | Manuel Gómez Pereira                                                | Espanha                          | Comédia                            | Verónica Forqué, Carmen Maura, Marisa Paredes, Mercedes Sampietro, Betiana Blum, Gustavo Salmerón             | trad. Rainhas Segue um grupo de homens que se casarão na primeira cerimônia gay da Espanha, e suas mães |
| Rent                                                                         | Chris Columbus                                                      | EUA                              | Musical, Drama                     | Anthony Rapp, Idina Menzel, Adam Pascal, Rosario Dawson, Jesse L. Martin                                      | Baseado no musical homônimo da Broadway |
| Ring of Fire: The Emile Griffith Story                                       | Dan Klores, Ron Berger                                              | EUA                              | Documentário                       | Emile Griffith, Howie Albert, Manuel Alfaro, Carmen Basilio, Jimmy Breslin, Gil Clancy                        | Sobre o campeão peso meio-médio Emile Griffith, que sofreu discriminação por ser gay |
| Riot at the Rite                                                             | Andy Wilson                                                         | Reino Unido                      | Drama                              | Adam Garcia, Alex Jennings, Emma Pierson, Griff Rhys Jones, Jonathan Aris, Christian McKay                    | Espetáculo de balé sobre a relação volátil entre o dançarino Vaslav Nijinsky e seu amante mais velho, Sergei Diaghilev |
| Ripley Under Ground                                                          | Roger Spottiswoode                                                  | Reino Unido, Alemanha, França    | Suspense, Drama                    | Barry Pepper, Willem Dafoe, Jacinda Barrett, Tom Wilkinson, Alan Cumming, Claire Forlani                      | trad. Ripley no Limite Baseado no romance Ripley Subterrâneo de Patricia Highsmith, o segundo protagonisado por Tom Ripley |
| Ronda nocturna                                                               | Edgardo Cozarinsky                                                  | Argentina                        | Drama                              | Gonzalo Heredia, Mariana Anghileri, Rafael Ferro, Darío Tripicchio, Gregory Dayton                            | Segue um prostituto de Buenos Aires por uma longa noite |
| Ryna                                                                         | Ruxandra Zenide                                                     | Romênia                          | Drama                              | Doroteea Petre, Valentin Popescu, Matthieu Roze, Nicolae Praida                                               | Uma jovem hemofiliaca é forçada a se presentar como um menino por seu pai que tenta impedir que ela vire uma mulher |
| The Sacrifice                                                                | Jamie Fessenden                                                     | EUA                              | Terror                             | Robert Kersey, Andrea Boyd, Eugene Conn, Jeff Delano, Ximon Dunedain, Jamie Fessenden                         | Um adolescente vai morar com a mãe em uma cidade pequena e inicia um romance com outro garoto interessado no oculto |
| La sagrada familia                                                           | Sebastián Lelio                                                     | Chile                            | Drama, Erótico                     | Néstor Cantillana, Patricia López, Sergio Hernández, Coca Guazzini, Macarena Teke, Mauricio Diocares          | [ 204 ] |
| Sandra o Luis                                                                | Janis Ozolins-Ozols                                                 | Espanha                          | Documentário                       | Carla Antonelli, Toni Canto, Gael Garcia Bernal, Eduardo Mendicutti, La Prohibida                             | Mostra as mudanças ocorridas na Espanha ao longo dos anos através do olhar de um artista imitador |
| Satan’s House of Yoga                                                        | Andrew N. Shearer                                                   | EUA                              | Ação, Comédia, Terror              | Henrique Couto, Lauren Weeks, Michelle McLaughlin, Nic Pesante, Melisa Cardona, Chris LaMartina               | Um nerd tem que salvar sua namora zen de um culto maluco |
| Say Amen                                                                     | David Deri                                                          | Israel                           | Documentário                       | David Deri | O diretor revela sua homossexualidade para sua família marroquina-israelense |
| Say Uncle                                                                    | Peter Paige                                                         | EUA                              | Comédia, Drama                     | Peter Paige, Kathy Najimy, Anthony Clark, Melanie Lynskey, Gabrielle Union, Lisa Edelstein                    | Um jovem artista gay autista fica solitário quando seu afilhado sai do país, e acaba se tornando alvo das mães de sua vizinhança |
| Scab                                                                         | Thomas Jason Davis                                                  | EUA                              | Terror                             | Sean Galuszka, Natalie Avital, Richard Alan Brown, Dan Glenn                                                  | Transformado em vampiro após um encontro sexual, um homem apresenta seus dois amigos a uma vida sangrenta |
| Scars on Memory (无偶之家，往事之城)                                         | Mickey Chen                                                         | Taiwan                           | Documentário                       | | Duas idosas recontam sua história de amor |
| Screaming Queens: The Riot at Compton’s Cafeteria                            | Susan Stryker, Victor Silverman                                     | EUA                              | Documentário                       | Susan Stryker, Aleshia Brevard, Tamara Ching, Felicia Elizondo, Amanda St. Jaymes, Suzan Cooke                | Em 1966, três anos antes da rebelião de Stonewall, um grupo de mulheres trans lutou contra a brutalidade policial em São Francisco |
| Secuestro Express                                                            | Jonathan Jakubowicz                                                 | Venezuela                        | Crime                              | Mia Maestro, Ruben Blades, Carlos Julio Molina, Pedro Perez, Carlos Madera, Jean Paul Leroux                  | [ 212 ] |
| O Segredo de Brokeback Mountain                                              | Ang Lee                                                             | EUA                              | Drama                              | Heath Ledger, Jake Gyllenhaal, Michelle Williams, Anne Hathaway, Randy Quaid, Linda Cardellini                | Baseado no conto homônimo de Annie Proulx |
| Segundo Asalto                                                               | Daniel Cebrián                                                      | Espanha                          | Drama                              | Darío Grandinetti, Álex González, Eva Marciel, Laura Aparicio, Alberto Ferreiro, Maru Valdivielso             | [ 213 ] |
| Selling Queer                                                                | Dekker Dreyer                                                       | EUA                              | Documentário                       | Sean Hampton                                                                                                  | Também conhecido como Three Days in Orlando, examina o uso de estereótipos gays como uma ferramenta da marketing |
| Sex Up - ich könnt' schon wieder                                             | Florian Gärtner                                                     | Alemanha                         | Comédia                            | André Kaminski, Jacob Matschenz, Jonas Jägermeyr, Susan Hoecke, Thorsten Feller, Florian Gärtner              | Continuação do filme Sex Up - Jungs haben's auch nicht leicht de 2003 |
| Sex/Life in L.A. Part 2                                                      | Jochen Hick                                                         | EUA                              | Documentário                       | Johnny Law, Holden Grey, Vin Nolan, Sergio Anthony, Cole Tucker                                               | Continuação do filme de 1998 sobre a vida de alguns astros pornô de Los Angeles |
| Sexual Life                                                                  | Ken Kwapis                                                          | EUA                              | Comédia                            | Azura Skye, Annie Heller, Carla Gallo, Tom Everett Scott, Kevin Corrigan, Elizabeth Banks                     | Pessoas diferentes tentam justificar sua infidelidade |
| Shabnam Mausi                                                                | Yogesh Bharadwaj                                                    | Índia                            | Drama                              | Ashutosh Rana, Sujeet Chaubey, Divya Desai, Dilip-Hari Kishen, Govind Namdeo                                  | Inspirado na vida de Shabnam Mousi, uma hijra que trancendeu a opressão da sociedade para se tornar uma política |
| Shakespeare Behind Bars                                                      | Hank Rogerson                                                       | EUA                              | Documentário                       | | Vinte presidiários formam uma trupe shakespeariana na prisão |
| Shao nian hua cao huang (少年花草黄)                                         | Zi'en Cui                                                           | China                            | Drama                              | Wang Guifeng, Xianqwen, Wang Ren'an                                                                           | Um adolescente gay é obcecado com sua irmã gêmea |
| Shinku (深紅)                                                                | Takashi Tsukinoki                                                   | Japão                            | Drama                              | Rina Uchiyama, Asami Mizukawa, Fumiyo Kohinata, Naoto Ogata, Asahi Uchida, Takashi Tsukamoto                  | Segue o estranho relacionamento entre duas jovens cujas vidas foram drasticamente alteradas por um homicídio múltiplo |
| Shock-O-Rama                                                                 | Brett Piper                                                         | EUA                              | Terror                             | Misty Mundae, Duane Polcou, Michael R. Thomas, David Fine, Erika Smith                                        | Três histórias de baixo orçamento centradas em uma atriz de filmes de terror B |
| Solos                                                                        | José Glusman                                                        | Argentina                        | Comédia, Drama                     | Adrián Navarro, Sergio Boris, Andrea Pietra, Nacho Gadano, Ximena Fassi, Carlos Sturze                        | Dois amigos recentemente separados vão juntos a um bar gay por acidente, e decidem ficar por lá |
| Someday I Suppose                                                            | Kristofer Allen Rommel                                              | EUA                              | Drama                              | Luke Holladay, Stacy Boldrick, Camille Cothron, Dennis Frymire, Michael Drury                                 | [ 223 ] |
| Standing Still                                                               | Matthew Cole Weiss                                                  | EUA                              | Comédia, Romance                   | Jon Abrahams, Amy Adams, Roger Avary, Mena Suvari, Aaron Stanford, Xander Berkeley                            | trad. A Última Noite de Solteiro Um ator alcóolatra reencontra seus amigos de faculdade antes de um casamento |
| Starcrossed                                                                  | James Burkhammer                                                    | EUA                              | Curta, Drama                       | Marshall Allman, J. B. Ghuman, Jr., John Wesley Shipp, Simon Ragaine, Derek Sean Lara, Darcy DeMoss           | |
| Steget Efter                                                                 | Birger Larsen                                                       | Suécia, Dinamarca, Alemanha      | Suspense                           | Rolf Lassgård, Marie Richardson, Christer Fant, Lars Melin, Kerstin Andersson, Peter Gantzler                 | Baseado no romance homônimo de Henning Mankell, o sétimo na séria protagonizada pelo inspetor Wallander |
| Den store dag                                                                | Morten Arnfred                                                      | Dinamarca                        | Comédia, Romance                   | Louise Mieritz, Christian Tafdrup, Henrik Prip, Trine Dyrholm, Frank Thiel, Nikolaj Steen                     | Uma organizadora de casamentos e seu amigo gay homofóbico são donos de uma agência |
| Straight Acting                                                              | Spencer Windes                                                      | EUA                              | Documentário                       | | A jornada de um homem, de missionário mórmon até um atleta abertamente gay |
| Strákarnir okkar                                                             | Róbert Ingi Douglas                                                 | Islândia, Finlândia, Reino Unido | Comédia, Drama                     | Björn Hlynur Haraldsson, Lilja Nótt þórarindóttir, Ammundur Ernst, Helgi Björnsson, Þorsteinn Bachmann        | trad. 11 Homens Dentro do Campo e Fora do Armário O melhor jogador do Reykjavík FC assume sua homossexualidade |
| Strangers with Candy                                                         | Paul Dinello                                                        | EUA                              | Comédia                            | Amy Sedaris, Stephen Colbert, Paul Dinello                                                                    | [ 229 ] |
| Take the Flame! Gay Games: Grace, Grit, and Glory                            | David Secter                                                        | EUA                              | Documentário                       | Greg Louganis, Jim Provenzano, Tom Waddell                                                                    | Mostra o início e o legado de duas décadas dos Jogos Gays |
| Tan Lines                                                                    | Ed Aldridge                                                         | Austrália                        | Drama, Romance                     | Jack Baxter, Lorena Arancibia, Jed Clarke, Daniel O'Leary                                                     | Um surfista adolescente começa uma relação com o irmão gay de seu melhor amigo |
| Le temps qui reste                                                           | François Ozon                                                       | França                           | Drama                              | Melvil Poupaud, Jeanne Moreau, Valeria Bruni Tedeschi, Daniel Duval, Marie Rivière, Christian Sengewald       | trad. O Tempo que Resta Um homem gay descobre que tem câncer terminal, e tem poucos meses para ajeitar sua vida |
| Tentang Dia                                                                  | Rudy Soedjarwo                                                      | Filipinas                        | Romance, Drama                     | Adinia Wirasti, Sigi Wimala, Fauzi Baadila, Donna Agnesia, Didi Petet, Raskhy Ramadhan                        | Depois de seu namorado a trair com sua melhor amiga, uma garota conhece outra que a leve em várias aventuras |
| That Man: Peter Berlin                                                       | Jim Tushinski                                                       | EUA                              | Documentário                       | Peter Berlin, Robert Boulanger, Rick Castro, Lawrence Helman, Armistead Maupin, John Waters                   | Sobre o ícone gay Peter Berlin |
| These Foolish Things                                                         | Julia Taylor-Stanley                                                | Reino Unido                      | Romance, Drama                     | Charlotte Lucas, Craig Rooke, Julia McKenzie, Roisin Goodall, Sinead Goodall, Jordan Metcalfe                 | trad. Cenas da Vida |
| Things to Do Before You're 30                                                | Simon Shore                                                         | Reino Unido                      | Comédia, Romance, Drama            | Dougray Scott, Jimi Mistry, Emilia Fox, Billie Piper, Roger Morlidge, Rosie Cavaliero                         | Um time de futebol amador que se conhece dês do primário estão determinados a celebrar sua 500° partida |
| Third Man Out                                                                | Ron Oliver                                                          | EUA, Canadá                      | Mistério, Crime                    | Chad Allen, Sebastian Spence, Jack Wetherall                                                                  | Baseado no romance homônimo de Richard Stevenson sobre um detetive gay de Nova Iorque, é o primeiro de uma trilogia |
| Tides of War                                                                 | Brian Trenchard-Smith                                               | EUA                              | Ação, Drama, Ficção Científica     | Adrian Paul, Catherine Dent, Kent McCord, Mike Doyle, Matt Battaglia, Mark Deklin                             | trad. Ameaça Submarina Um submarino americano em águas norte-coreanas é atacado por uma força misteriosa |
| Transamerica                                                                 | Duncan Tucker                                                       | EUA                              | Comédia, Drama                     | Felicity Huffman, Kevin Zegers, Graham Greene, Fionnula Flanagan, Burt Young, Carrie Preston                  | |
| Transamerican Killer                                                         | Mack Hail                                                           | EUA                              | Terror                             | Cara Jo Basso, Eric Bishop, Monique Chachere, Alix Agar, Susan Blonsky, Jennifer Autry                        | [ 239 ] |
| Transparent                                                                  | Jules Rosskam                                                       | EUA                              | Documentário                       | | Segue 19 homens trans de 14 estados diferentes que cuidam de seus filhos biológicos |
| Trust the Man                                                                | Bart Freundlich                                                     | EUA                              | Comédia, Romance                   | David Duchovny, Billy Crudup, Julianne Moore, Maggie Gyllenhaal, Eva Mendes, Ellen Barkin                     | |
| Tuli                                                                         | Auraeus Solito                                                      | Filipinas                        | Drama                              | Desiree del Valle, Bembol Roco, Carlo Aquino, Vanna Garcia, Ama Quiambao, Eugene Domingo                      | A filha de um circuncisador se rebela contra o status quo quando pedem que ela assuma o trabalho do pai |
| Turning Points: Stories of Life and Change in the Church                     | David Sampliner                                                     | EUA                              | Documentário                       | Joanna Adams, Homer Ashby, Walter Brueggemann, Anita Calhoun, Jason Calhoun                                   | Mostra como indivíduos e congregações presbiterianas lutam para conciliar sua sexualidade com sua fé |
| Tweek City                                                                   | Eric G. Johnson                                                     | EUA                              | Drama                              | Giuseppe Andrews, Keith Brunsmann, Eva Fisher, Demetrius Navarro, Elizabeth Bogush                            | Segue uma semana na vida de um traficante meio-latino possivelmente no armário |
| Unstable                                                                     | Anthony Spadaccini                                                  | EUA                              | Suspense                           | Steve Brown, James Schaeffer, Bobby Hamilton, Anthony Spadaccini, Wayland Harris                              | Tensões aumentam em um grupo de amigos quando um deles é acusado de ter cometido um crime de ódio contra um adolescente gay |
| Val/Val                                                                      | Gustavo Camelot                                                     | Uruguai                          | Drama                              | Gustavo Camelot, Mariela Santos, Danielle James, Jasper Wood, Hebe Tabachnik, Olivier Raynal                  | Depois de ser obrigada a largar sua namorada e pegar seu namorado a traindo, uma artista de passado traumático cria um alter ego masculino |
| Veruschka - Die Inszenierung (m)eines Körpers                                | Bernd Böhm, Paul Morrissey                                          | Alemanha                         | Documentário                       | Veruschka von Lehndorff                                                                                       | Sobre Veruschka, primeira modelo alemã aclamada internacionalmente |
| Voici venu le temps                                                          | Alain Guiraudie                                                     | França                           | Comédia, Drama                     | Eric Bougnon, Guillaume Viry, Pierre Louis-Calixte, Jacques Buron, Jean Dalric, François Gamard               | trad. Agora é o Momento |
| Wang-ui namja (왕의 남자)                                                    | Lee Joon-ik                                                         | Coréia do Sul                    | Drama                              | Kam Woo-sung, Jung Jin-young, Lee Joon-gi, Kang Sung-yeon, Yoo Hae-jin                                        | |
| We Are Dad                                                                   | Michel Horvat                                                       | EUA                              | Documentário                       | Roger Croteau, Steven Lofton                                                                                  | Um casal de enfermeiros pediátricos viram pais adotivos de crianças HIV positivas |
| What’s Up, Scarlet?                                                          | Anthony Caldarella                                                  | EUA                              | Comédia, Romance                   | Susan Priver, Sally Kirkland, Musetta Vander, Jere Burns, Michael E. Rodgers                                  | Uma empresária encontra sua verdadeira personalidade quando abriga uma jovem atriz estrangeira |
| When Do We Eat                                                               | Salvador Litvak                                                     | EUA                              | Comédia                            | Michael Lerner, Lesley Ann Warren, Jack Klugman, Meredith Scott Lynn, Shiri Appleby, Mili Avital              | trad. Quando Comemos? Uma família fazem um rápido e desastroso Sêder de Pessach |
| Where the Truth Lies                                                         | Atom Egoyan                                                         | Reino Unido, Canadá, EUA         | Suspense, Drama                    | Kevin Bacon, Colin Firth, Alison Lohman, David Hayman, Rachel Blanchard, Maury Chaykin                        | Baseado no romance homônimo de Rupert Holmes |
| Whole New Thing                                                              | Amnon Buchbinder                                                    | Canadá                           | Comédia, Drama                     | Aaron Webber, Daniel MacIvor, Robert Joy, Rebecca Jenkins, Callum Keith Rennie                                | Um garoto de 13 anos descobre sua sexualidade |
| Why Thee Wed                                                                 | Cal Garingan                                                        | Canadá                           | Documentário                       | | Segue os oito casais que desafiaram as leis da Columbia Britânica no tribunal até que o casamento entre pessoas do mesmo sexo fosse reconhecido |
| Wild Things: Diamonds in the Rough                                           | Jay Lowi                                                            | EUA                              | Suspense, Erótico                  | Serah D'Laine, Sandra McCoy, Brad Johnson, Claire Coffee, Van Epperson, Ron Melendez                          | Terceiro filme da trilogia Wild Things |
| Will & Grace: Backstage Pass                                                 | Joseph Freed                                                        | EUA                              | Documentário                       | Sean Hayes, Eric McCormack, Debra Messing, Megan Mullally                                                     | Um por-trás-das-cenas exclusivo do programa Will & Grace |
| The Windy City Incident                                                      | Michael Haboush                                                     | EUA                              | Comédia                            | Jeffery T. Weaver, James Townsend, Shane Grey                                                                 | [ 254 ] |
| Wo ruhua si yu de erzi (我如花似玉的兒子)                                    | Zi'en Cui                                                           | China                            | Drama                              | Junrui Wang, Weiming Wang, Yu Bo, Guifeng Wang, Ziqiang Li                                                    | Também conhecido como My Fair Son Um jovem se apaixona por um dos empregados de seu pai |
| WTC View                                                                     | Brian Sloan                                                         | EUA                              | Drama                              | Michael Urie, Jeremy Beazlie, Lucas Papaelias, Elizabeth Kapplow, Michael Linstroth, Nick Potenzieri          | Um fotógrafo gay coloca um anúncio no jornal procurando um colega de quarto um dia antes dos ataques de 11 de Setembro |
| Yeladim Tovim                                                                | Yair Hochner                                                        | Israel                           | Drama                              | Tomer Ilan, Daniel Efrat, Yuval Raz, Nili Tserruya, Ori Urian                                                 | Segue dois prostitutos por uma noite em Tel Aviv |
| Yongseobadji mothan ja (용서받지 못한 자)                                    | Yoon Jong-bin                                                       | Coreia do Sul                    | Drama                              | Ha Jung-woo, Seo Jang-won, Yoon Jong-bin, Han Soo-hyun, Lim Hyun-sung, Kim Seong-mi                           | A gentileza de um jovem recruta do exército sul-coreano atrai a atenção de valentões de alta patente |
| Zero Degrees of Separation                                                   | Elle Flanders                                                       | Canadá                           | Documentário                       | | Mostra a rotina de casais palestinos-israelenses do mesmo sexo |
| Zerophilia                                                                   | Martin Curland                                                      | EUA                              | Comédia, Romance                   | Taylor Handley, Dustin Seavey, Alison Folland, Kyle Schmid, Adam Zolotin, Gina Bellman                        | Um jovem descobre que ele tem uma condição genética que o faz trocar de gênero a cada orgasmo |
| Zona Rosa                                                                    | Dan Castle                                                          | México                           | Documentário                       | Christian Miranda, Mily Miranda, Willy Rodriguez, Tito Patrick                                                | Sobre os strippers que trabalham na Zona Rosa, distrito gay da Cidade do México |
| Zui Hao De Shi Guang (最好的時光)                                            | Hou Hsiao-hsien                                                     | Taiwan, França                   | Drama                              | Shu Qi, Chang Chen, Mei Fang, Su-jen Liao, Mei Di, Chen Shi-Zheng                                             | trad. Três Tempos Três histórias sobre mulheres e homens ambientadas em épocas diferentes |